# Samuel Ruiz Fuertes
Samuel Ruiz Fuertes, né le 18 septembre 1967 à Santander, est un homme politique espagnol membre du Parti populaire (PP).
Il est délégué du gouvernement en Cantabrie entre décembre 2011 et juin 2018.

## Biographie

### Vie privée
Samuel Ruiz Fuertes nait le 18 septembre 1967 à Santander. Il possède un niveau intermédiaire en anglais.
Il est marié et père d'une fille.

### Formation et vie professionnelle
Étudiant de l'université de Cantabrie, il est diplômé de l'École de marine civile. Il possède un master en leadership public en entrepreneuriat et innovation obtenu à l'université de Deusto. Il est employé de Telefónica depuis 1989.

### Conseiller de Santander
Il préside les Nouvelles Générations du Parti populaire de Cantabrie jusqu'en 2000.
En juin 1999, il est élu conseiller municipal de Santander. Membre de la majorité, il est chargé de l'Emploi, de la Formation et de la Promotion économique de 1999 à 2007 puis devient le premier adjoint au maire Íñigo de la Serna chargé de l'Emploi, de la Jeunesse et des Nouvelles technologies.

### Délégué du gouvernement
Le 31 décembre 2011, il est nommé délégué du gouvernement en Cantabrie par le président du gouvernement Mariano Rajoy et remplace Agustín Jesús Ibáñez Ramos en poste depuis 2004. Il prend possession de ses fonctions le 9 janvier.